# Конкон

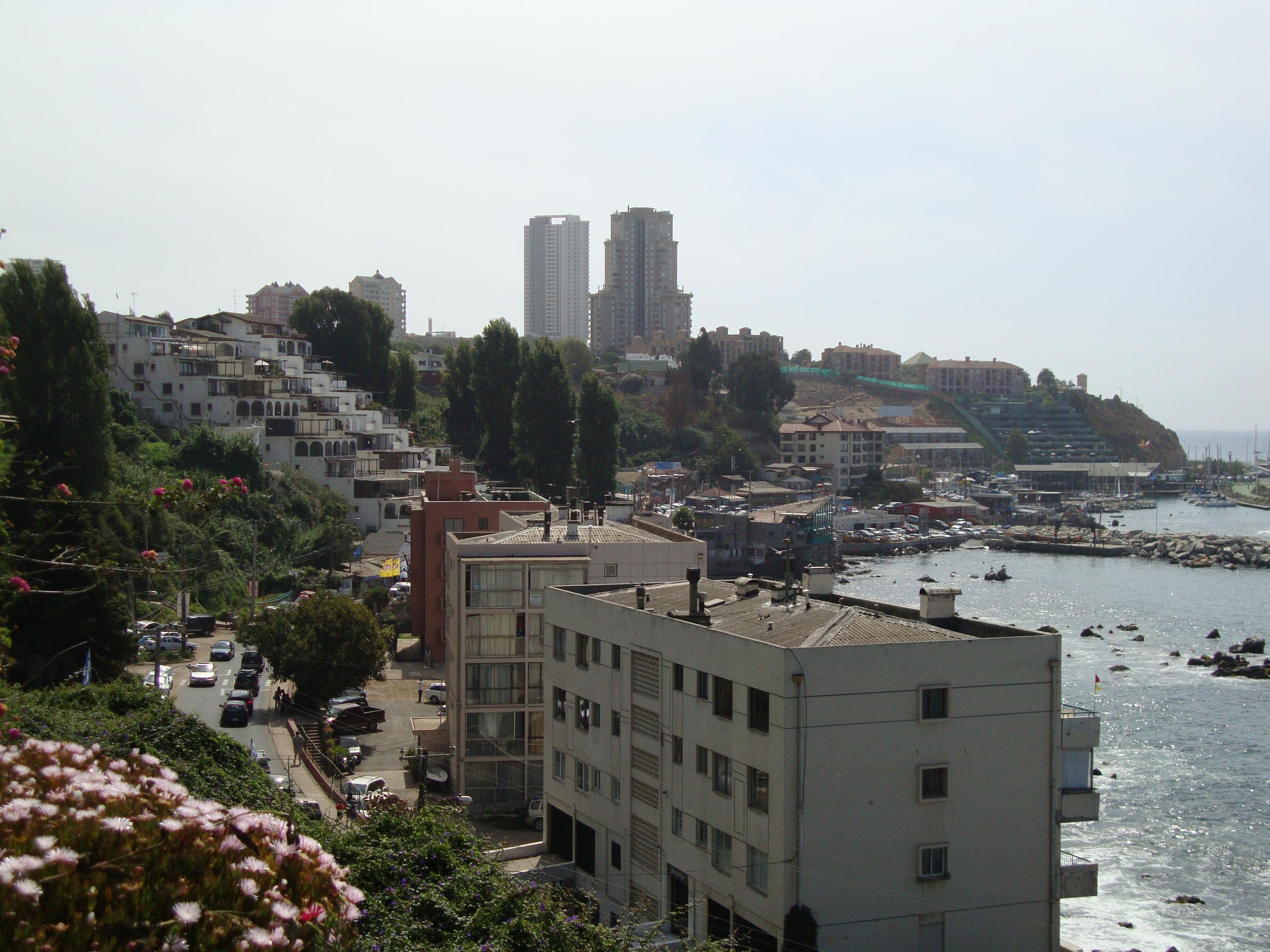

Конкон (ісп. Concón) — місто в Чилі. Адміністративний центр однойменної комуни. Населення міста — 31558 осіб (2002). Місто і комуна входить до складу провінції Вальпараїсо і регіону Вальпараїсо. Місто входить до складу міська агломерація Великий Вальпараїсо.
Територія — 76 км². Чисельність населення — 42 152 мешканці (2017). Щільність населення — 554,6 чол./км².

## Промисловість
У місті знаходиться великий нафтопереробний комплекс компанії Empresa Nacional del Petróleo (Емпреса Насьональ де Петроле) зі встановленою потужністю нафтопереробки — 3,2 млн тонн/рік.

## Розташування
Місто розташоване за 15 км на північний схід від адміністративного центру області міста Вальпараїсо.
Комуна межує:
- на півночі — з комуною Кінтеро
- на сході — з комуною Лімаче
- на півдні — з комуною Кільпуе
- на південному заході — з комуною Вінья-дель-Мар

На заході знаходиться узбережжя Тихого океану.